# Ardiaei

Kaart van de Adriatische zeeregio, met daarop enkele Illyrische stammen en de omvang van hun gebied.

De Ardiaei of Ouardiaei (Grieks: Ἀρδιαῖοι of Οὐαρδαῖοι; Latijn: Vardiaei) waren een Illyrische stam die aan de Adriatische kust en in het binnenland woonden. Polybios vertelt dat ze rond 229 v.Chr. door de Romeinen waren onderworpen:
De Romeinen, die de Epidamnianen hadden onderworpen, voor hun eigen veiligheid, trokken nu naar het binnenland van Illyricum, waar ze de Ardiaei onderworpen toen ze onderweg waren
Appianus schrijft dat ze zelfs werden vernietigd:
De Ardiaei, die zich onderscheiden door hun maritieme macht, werden uiteindelijk vernietigd door de Autariatae, wier landmacht sterker was, maar die vaak verslagen waren door de Ardiae
Titus Livius schrijft dat ze onderworpen werden door consul Quintus Fulvius Flaccus. De Ardiaei hadden hoe dan ook de regio bewoond, dat nu het huidige Montenegro omvat, waarschijnlijk rond de Baai van Risan, hoewel Strabo ze op de rechteroever van de Neretva plaatste. Hun eerste binnenlandse woonplaats lag langs de Neretva tot in de “Konjic” regio, het huidige Bosnië en Herzegovina.
De Grieken zagen de Ardiaei als barbaren, die altijd dronken waren. Omdat ze de Adriatische zee terroriseerden met hun piratenbendes, ondernamen de Romeinen een campagne tegen hen, tijdens de Illyrische Oorlogen.  
Rond 230 v.Chr. waren de Ardiaei op het toppunt van hun militaire macht, tijdens de regeringsperiode van koning Agron. Zijn weduwe, koningin Teuta, deed pogingen om vaste voet te krijgen in de Adriatische zee voor hun rijk, maar dat mislukte door een Romeinse tussenkomst. Historici schrijven ook dat koning Agron gehuurd was door Demetrios II van Macedonië om een invasie in Macedonië van de Aetoliërs te voorkomen. Strabo noemde de Ardiae als een van de drie sterkste volkeren in Illyrië, samen met de Autariatae en de Dardaniërs:
Doordat ze de (Adriatische) zee terroriseerden met hun piratenbendes, dreven de Romeinen hen terug naar het binnenland, en dwongen hem het land daar te bebouwen. Maar het land is ruig en arm, en niet geschikt voor een boerenbevolking, en daardoor is de stam nu volledig geruïneerd en bijna helemaal weggevaagd. Dat is ook wat de rest van de volkeren in dat deel van de wereld overkwam; Voor hen die het sterkst waren in eerdere tijden, volgde vernedering en vernietiging, zoals onder de Galaten, de Boii, en de Scordistae, en onder de Illyriërs, de Autariatae, de Ardiaei en de Dardanii, en onder de Thraciërs, de Triballi; Ze werden eerst door onderlinge oorlog verzwakt, daarna door de Macedoniërs en later nog door de Romeinen